# Hurd State Park
Hurd State Park ist ein State Park in Connecticut. Er liegt auf dem Gebiet von East Hampton und umfasst Gebiete des Connecticut River. Dabei grenzt er nördlich an den George Dudley Seymour State Park in Haddam an. Er ist ein beliebtes Naherholungsziel und bietet Möglichkeit zum Wandern, Picknicken, und Mountainbiking. Darüber hinaus gibt es einfache Camping-Angebote für Bootsfahrer im Rivercamp.

## Geographie
Durch den Park zieht sich der Granit-Rücken des Split Rock mit großen Feldspat-Vorkommen, die bis zur Gründung des Parks zur Porzellanherstellung abgebaut und auf dem Connecticut River verschifft wurden. Das Abbaugebiet wurde mit Kiefern wieder bewaldet. Der Split Rock ist das Wahrzeichen des Parks und ein beliebter Aussichtspunkt. 
Hurd Brook und Axelson Brook sind zwei kleine Bäche, die von Osten und links zum Connecticut River hin entwässern. Der Park liegt noch im Einflussgebiet der Gezeiten, die Hügel und Felsen steigen bis auf 70 m an. Der Park ist über die Middle Haddam Road / Moodus Road (151) und die Hurd Park Road (439) zu erreichen.

## Geschichte
Nachdem 1913 die State Park Commission gegründet worden war, war Hurd State Park 1914 eines der ersten Gebiete, die erworben und unter Schutz gestellt wurden. Dazu musste sogar ein Prozess angestrengt werden um Abbaurechte aufzuheben. Er ist benannt nach einer schottisch-amerikanischen Familie, die in Haddam siedelte. Ursprünglich nur 150 Acres (ca. 61 Ha) groß, umfasst der Park mittlerweile beinahe 4,01 km². Er wird vom Connecticut Department of Energy and Environmental Protection verwaltet.